# Intuïcionisme
L'intuïcionisme és una escola de la lògica matemàtica que estableix que les matemàtiques tenen prioritat sobre la lògica; els objectes matemàtics són construïts i operats mentalment pel matemàtic i és impossible definir les propietats dels objectes matemàtics establint simplement un conjunt d'axiomes. En concret, els intuïcionistes rebutgen la Llei del Terç Exclòs que permet fer demostracions per reducció a l'absurd.
Les matemàtiques són considerades, doncs, com el resultat d'una activitat constructiva mental més que com el descobriment de principis fonamentals. En aquest sentit, l'intuïcionisme s'oposa frontalment al formalisme.
La història de l'intuïcionisme comença amb les polèmiques generades pels nombres transfinits ideats per Georg Cantor i als que es va oposar aferrissadament Leopold Kronecker. Les disputes més importants van ser però a començaments del segle XX entre Brouwer i Hilbert, sense que la polèmica hagi quedat tancada definitivament, tot i que la majoria de matemàtics rebutgen aquest plantejament per improductiu.